# Bezděkov (zámek)
Bezděkov je novogotický zámek ve stejnojmenné obci v okrese Klatovy, který vznikl na místě původní gotické vodní tvrzi ze 14. století. Od roku 1958 je chráněn jako kulturní památka. Zámek je v soukromém vlastnictví. V současnosti (2021) je v rekonstrukci.

## Historie
Na místě zámku stávala nejdříve gotická vodní tvrz, která je zmiňována již ve 14. století. Z této doby jsou známá jména majitelů Jana z Bezděkova a Jana Bohuchval z Hrádku, který statek držel až do roku 1414. Na konci první poloviny 15. století se majitelem stal Racek Chlévec z Malšína. V noci z 19. na 20. května 1450 byla zdejší tvrz dobyta. Poté byla dobyta ještě jednou v roce 1468. Po dobývání byla tvrz opravena, ale již v první polovině 16. století sloužila jen k hospodářským účelům a postupně pustla.
Pustou tvrz v roce 1555 zakoupil a obnovil Viktorin Pek z Římku. V této době ji tvořila velká čtverhranná věž opevněná zdí a vodním příkopem. Vikrotin ji poté nechal upravit v renesančním stylu. V roce 1745 zámek a panství zakoupil Šebestián František hrabě Künigel z Ehrenburgu a Warthy (1720–1783), hejtman Klatovského kraje, který na zámku žil se svou rodinou. Své dětství zde prožil jeho syn Kašpar Heřman Künigel (1745–1824), který zde žil se svou první manželkou Marií Theresií (manželství 1775–1799). Kunigel v roce 1784 nabídl herci a spisovateli Christianu Spiessovi, aby se stal správcem bezděkovského panství. Künigel Spiesse znal, protože byl mecenášem Nosticova divadla v Praze. Pozvání na Bezděkov se vztahovalo i na Spiessovu lásku a herečku Sofii Körnerovou (1750–1817), která se po příjezdu na Bezděkov údajně stala Künigelovou milenkou. Spiess Sofii opustil. Přestože si získal srdce Künigelovy manželky a stále měl dobré vztahy s hrabětem Künigelem, začal se toulat po krajině a do Tupadelských skal, kde si zbudoval poustevnu, a kde psal své strašidelné romány.
Z roku 1811 se dochovala kresba zachycující pohled na tvrz od severovýchodu na níž je třípatrová věž, krytá jehlancovou střechou s vikýři, obklopenou několika patrovými křídly seskupenými do nepravidelného šestiúhelníku. Vodní příkop, který tvrz obklopoval byl počátkem 19. století vysušen a přeměněn na zahradu. V roce 1820 sídlo zakoupil František Korb z Weidenheimu, který ho nechal v letech 1854–1856 přestavit do dnešní podoby novogotického zámku. Přestavbu provedl architekt Vojtěch Ignác Ullmann. V držení jeho rodu byl zámek až do poloviny 20. století, kdy zámek připadl státu.
Po roce 1989 zámek několikrát změnil majitele. Do roku 2016 patřil soukromé firmě, registrované na Bahamských ostrovech, jejíž majitel nekomunikoval a nechal zámek postupně chátrat. Zámecký park byl v majetku státu a spravoval ho Úřad pro zastupování státu ve věcech majetkových. V únoru 2016 byl zámek na prodej 8,5 milionu korun. Spolu se zámeckým parkem a hospodářským dvorem jej zakoupila firma PBS Group a. s., která zámek začala rekonstruovat. Zámek v probíhající rekonstrukci, byl výjimečně otevřen veřejnosti 1. srpna 2021. Zámek i park by se měly do budoucna částečně zpřístupnit veřejnosti.

## Stavební podoba
Zámek se nachází přibližně uprostřed obce na místě původní gotické tvrze, která byla začleněna do stavby. Součástí zámeckého areálu je hospodářský dvůr s několika dalšími budovami a parkem. Hlavní budova zámku se nachází v severní části areálu. Současná stavba v novogotickém slohu má malé vnitřní nádvoří a v západním průčelí velkou čtvercovou věž. Nároží severního křídla zvýrazňují polygonální věže. Přízemí je částečně zaklenuté křížovými klenbami. Kolem zámku se rozkládá park, který vznikl v 18. století.